# Debconf (programari)
debconf és un programa que s'utilitza per a la realització de tasques de configuració de tot el sistema a sistemes operatius de tipus UNIX. Està desenvolupat principalment per a la distribució Debian GNU/Linux, i està integrat amb el sistema de gestió de paquets dpkg de Debian.
Quan els paquets estan sent instal·lats, debconf pregunta a l'usuari qüestions que determinen el contingut de tot el sistema de fitxers de configuració associats al paquet. Després de la instal·lació del paquet, és possible tornar enrere i canviar la configuració d'un paquet utilitzant el programa dpkg-reconfigure, o un altre programa com Synaptic.